# Zastava M77
A Zastava M77 egy 7,62 milliméteres könnyű géppuska, melyet a Zastava Arms fejlesztett és gyártott. Az M77-es tervezésénél a szovjet gyártmányú AK–47 gépkarabélyt vették alapul.

## Leírás
A Zastava M77 gázüzemű, léghűtéses, sorozatlövő fegyver. A géppuskához a 7,62×51 mm NATO lőszert használják. A fegyvert fix rögzítésű és behajtható fatusával is gyártották. A géppuskának három változata készült.
Az M77B1 az alap változat. Nagyban hasonlít az AKM gépkarabélyhoz, faágyazással és fix fatusával gyártották. Az M77B1 képes egyes lövés és sorozatlövés leadására is. Az 508 mm hosszú puskacsőhöz tartozik egy gázszabályzó, amely segítségével a fegyver a környezeti hatások, különböző típusú lövedékek figyelembe vételével állítható és lehetőség van puskagránát kilövésére is. Az M77B1-hez tartozik egy gránátvetőirányzék is, melyet a gáztömbre és az optikai irányzék foglalatára lehet rögzíteni.
Az M77AB1 mindössze behajtható tusájában különbözik az M77B1-től. Egy egylövetű, elöltöltős, cső alá szerelhető gránátvető (hasonló az orosz GP–25-höz) is használható az M77B1 és M77AB1 géppuskákhoz.
Az M77B1 könnyű géppuska már 535 mm hosszú puskacsővel és villaállvánnyal rendelkezik. Csapattámogató feladatkörre használják.

### Kiegészítők
- Szurony hüvellyel
- Tisztítókészlet
- Olajoskanna
- Tisztítópálca
- Vállszíj
- 4 darab 20 töltényes tár

## Fordítás
- Ez a szócikk részben vagy egészben  a   Zastava M77 című angol Wikipédia-szócikk ezen változatának fordításán alapul.  Az eredeti cikk szerkesztőit annak laptörténete sorolja fel. Ez a jelzés csupán a megfogalmazás eredetét és a szerzői jogokat jelzi, nem szolgál a cikkben szereplő információk forrásmegjelöléseként.